# Volkmar Weiss
Volkmar Weiss (* 23. května 1944, Zwickau) je německý vědec a autor, který se angažuje v oboru výzkumu IQ, genetiky, sociální historie a genealogie. V letech 1990–1993 byl členem CDU.
Weiss tvrdí, že rozdíly v lidské inteligenci lze z větší části vysvětlit variacemi v genech a Mendelovými zákony dědičnosti. Sociální a polygenetické faktory podle něj mají pouze sekundární vliv. Thilo Sarrazin ve své kontroverzní knize Deutschland schafft sich ab odkazuje na Weissovy vědecké práce a používá jeho argumenty, především v kapitole 8.

## Vědecké práce
- Psychogenetik: Humangenetik in Psychologie und Psychiatrie. VEB Gustav Fischer, Jena 1982, ISSN 0435-284X. Přetisk in: Volkmar Weiss, Siegfried Lehrl, Helmar Frank: Psychogenetik der Intelligenz. (Beiband zu Jahrgang 27, 1986 der Vierteljahresschrift grkg, Grundlagenstudien aus Kybernetik und Geisteswissenschaft) Verlag Modernes Lernen, Dortmund 1986, ISBN 3-8080-0106-2.
- Bevölkerung und soziale Mobilität: Sachsen 1550–1880. Akademie-Verlag, Berlin 1993, ISBN 3-05-001973-5
- S Katjou Münchow: Ortsfamilienbücher mit Standort Leipzig. 2. Auflage. Degener, Neustadt/Aisch 1998, ISBN 3-7686-2099-9, darin: Bearbeitete Fragen und Methoden bei der wissenschaftlichen Auswertung von Ortsfamilienbüchern und ihren Vorstufen. S. 74–176
- Die IQ-Falle: Intelligenz, Sozialstruktur und Politik. Leopold Stocker Verlag, Graz 2000, ISBN 3-7020-0882-9.
- Die Intelligenz und ihre Feinde: Aufstieg und Niedergang der Industriegesellschaft. Ares Verlag, Graz 2012, ISBN 978-3-902732-01-9.
- Vorgeschichte und Folgen des arischen Ahnenpasses. Zur Geschichte der Genealogie im 20. Jahrhundert. Arnshaugk Verlag, Neustadt an der Orla 2013, ISBN 978-3-944064-11-6.
- Die rote Pest aus grüner Sicht: Springkräuter - von Imkern geschätzt, von Naturschützern bekämpft. Leopold Stocker Verlag, Graz 2015, ISBN 978-3-7020-1506-0.
- Das IQ-Gen - verleugnet seit 2015: Eine bahnbrechende Entdeckung und ihre Feinde. Ares Verlag, Graz 2017, ISBN 978-3-902732-87-3.
- Keine Willkommenskultur für Douglasien im deutschen Walde? Neustadt an der Orla: Arnshaugk 2017, ISBN 978-3-944064-76-5.
- IQ Means Inequality. The Population Cycle that Drives Human History? KDP Independent Publishing 2020, ISBN 979-8608184406
- Local Population Studies in Central Europe: A Review of Historical Demography and Social History. KDP Independent Publishing 2020, ISBN 979-8653882180.
- German Genealogy in Its Social and Political Context. KDP Independent Publishing 2020, ISBN 979-8667675457.

## Novely
- Das Reich Artam. Die alternative Geschichte[2] (česky: Reich Artam: Alternativní historie) – Artam: One Reich, One Race, a Tenth Leader. Smashwords 2014, ISBN 9781310255106
- The Millennial Empire Artam: The Alternate History 1941-2099. KDP 2020, ISBN 979-8638081782

## Přispěvatel
- Nouvelle École
- Mankind Quarterly